# Izaäkkathedraal
De Izaäkkathedraal (Russisch: Исаа́киевский Собо́р, Izaakijevskije Sobor) in Sint-Petersburg is de vierde kerk met die naam die in deze stad werd gebouwd. De huidige kathedraal is met haar koepel prominent aanwezig in het stadsgezicht van Sint-Petersburg. De kathedraal ligt aan het Izaäkplein.

## De bouw van de kathedraal

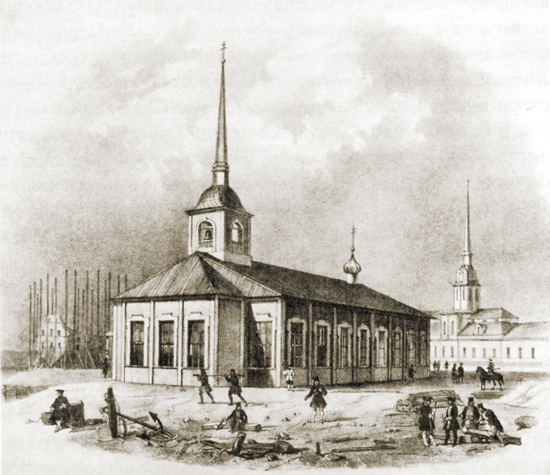
De eerste Izaäkkathedraal op een lithografie uit 1710

In 1707 liet Peter de Grote een kleine houten kerk bouwen ter ere van Izaäk van Dalmatië, de heilige wiens feestdag valt op zijn geboortedag (30 mei). Op 19 februari 1712 werd in deze kerk zijn huwelijk ingezegend met zijn tweede vrouw Catharina.
Het ontwerp en de decoratie van deze kerk was niet in overeenstemming met de architectuur van de stad. In augustus 1717 werden de funderingen gelegd van een nieuwe kerk aan de oever van de Neva. Peter de Grote was aanwezig bij de ceremonie die werd gehouden bij de aanvang van de werken.
Al snel bleek dat de plaats slecht was gekozen. De muren van de kerk vertoonden barsten door grondverschuivingen. De kerk werd compleet verwoest door een brand in mei 1735.
In 1761 werd bij een senaatsdecreet beslist om een nieuwe kathedraal te bouwen. Het werk werd eerst toevertrouwd aan de architect Sawa Chevakinsky maar Catharina II besliste de uitvoering toe te vertrouwen aan architect Antonio Rinaldi. Rinaldi moest echter de stad verlaten vooraleer de bouw was voltooid.
Tsaar Paul I bemoeide zich ook met de bouw maar het was onder Alexander I dat de bouw ervan definitieve vorm kreeg. Hij stelde de Franse architect Auguste de Montferrand aan die in 1816 in Rusland aankwam en er het grootste deel van zijn leven zou doorbrengen. De bouw van de kathedraal zou meer dan veertig jaar in beslag nemen. Montferrand slaagde erin, op uitdrukkelijke wens van de tsaar, het priesterkoor van Rinaldi te behouden in zijn project.
In juni 1819 kon Montferrand, na discussies en kritiek van collega-architecten, starten met de bouw. 10762 boomstammen, gedrenkt in teer, werden in de bodem geheid. De funderingswerken namen vijf jaar in beslag en werden uitgevoerd door 125.000 werklieden.

### De granieten zuilen

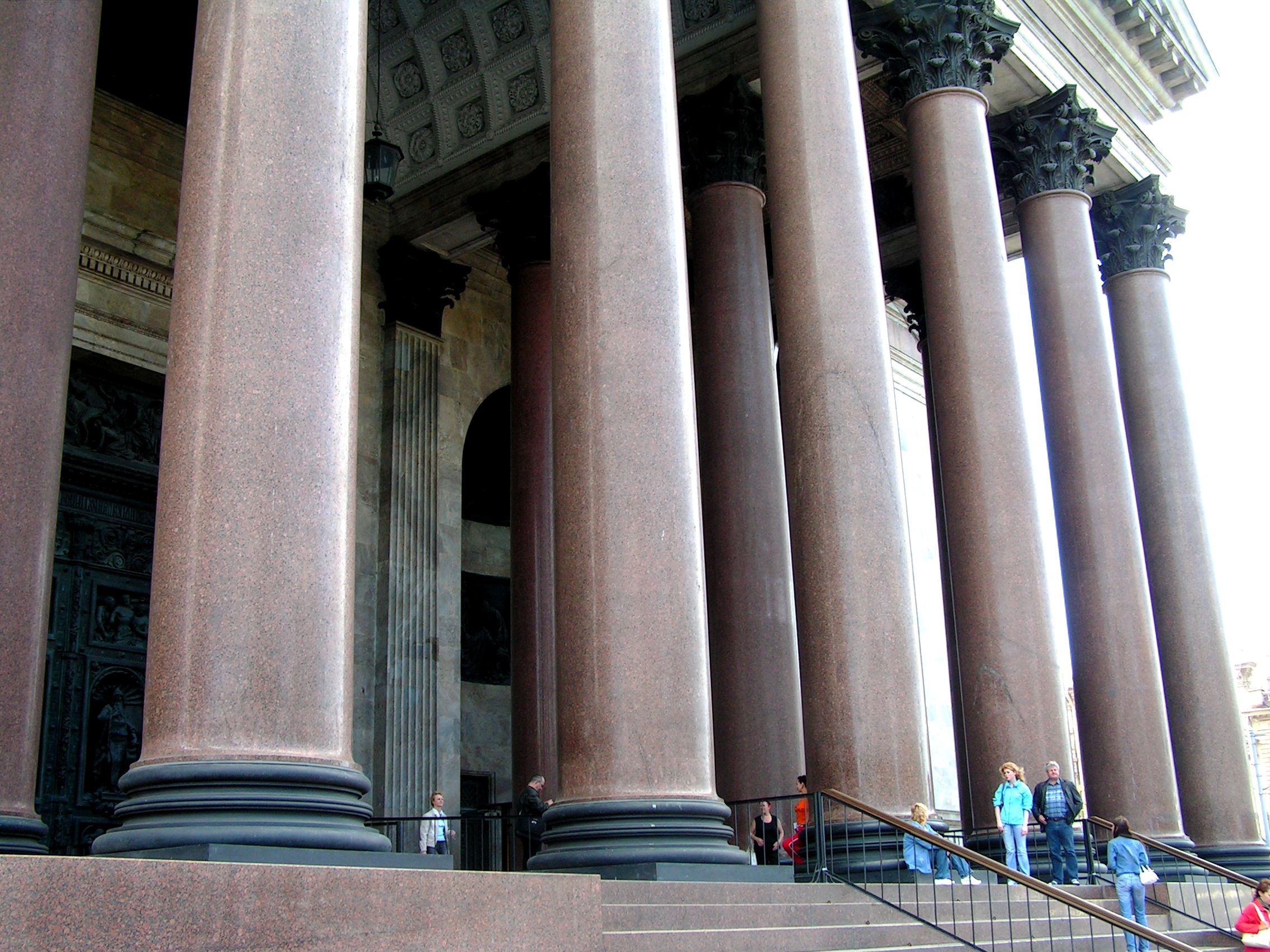
De zuilen van het zuidportaal

De monolithische granieten blokken waaruit de zuilen werden vervaardigd kwamen uit een groeve in Finland. Ze werden op platbodems vervoerd over de Finse Golf tot aan de kade vlak bij de werf en daar bewerkt en gepolijst tot zuilen. Speciale stellingen werden gebouwd om de zuilen overeind te hijsen. De tsarenfamilie was aanwezig toen de eerste zuil werd geplaatst (20 maart 1828). De kathedraal telt 16 zuilen in zowel het noord- en zuidportaal en acht aan de oost- en de westkant. Iedere zuil is vervaardigd uit een enkel stuk graniet, weegt 114 ton met een hoogte van 17 meter en een diameter van 1,8 meter. In totaal zijn 112 monolithische zuilen van verschillende afmetingen in de kathedraal verwerkt.
Hoewel bovenstaande misschien het officiële verhaal is blijkt de werkelijkheid anders.
Op de eerste foto bij dit artikel is (op maximale grootte) , vooral bij de tweede en derde pilaar van links, duidelijk te zien dat deze zijn opgebouwd uit verschillende segmenten en dus niet uit een enkel stuk graniet vervaardigd.

### De koepel en het schip van de kathedraal

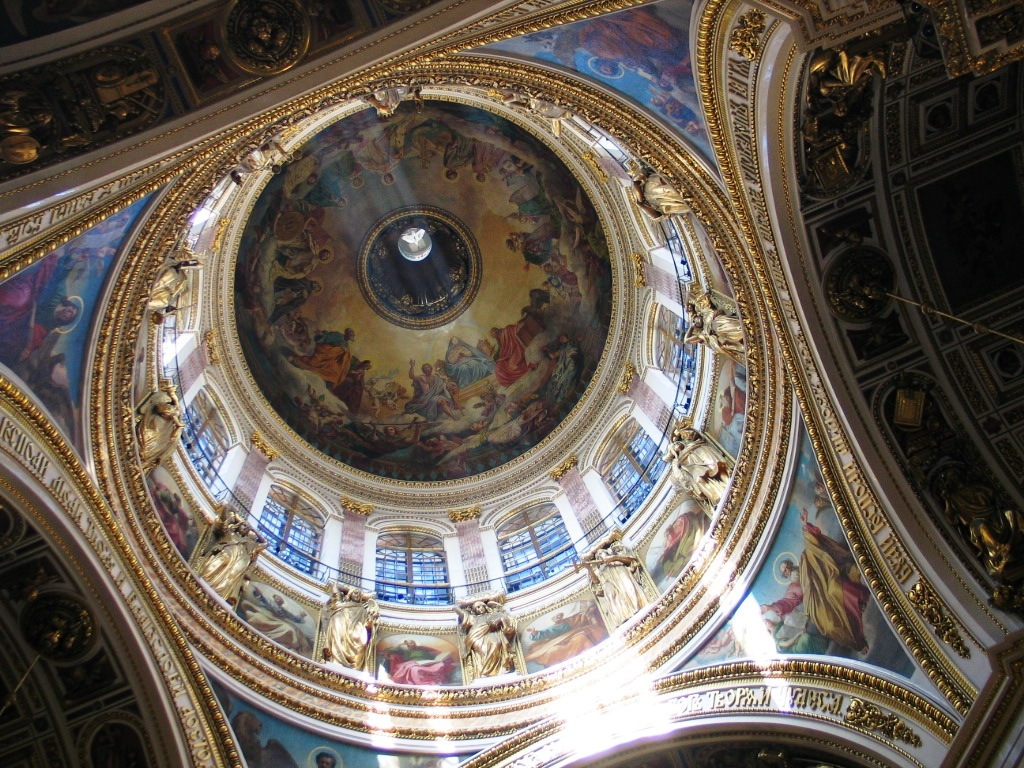
Binnenzijde van de koepel

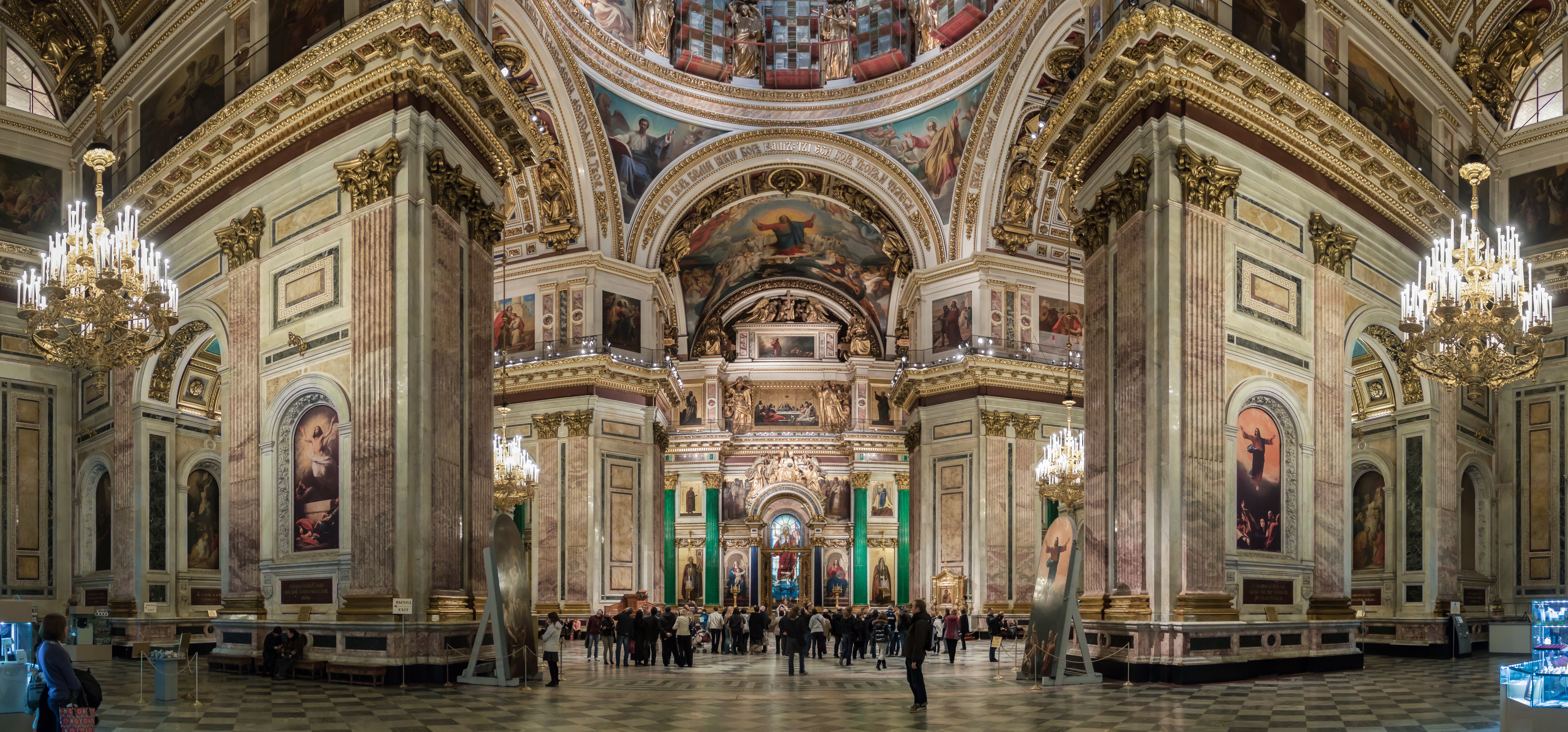
Interieur van de kathedraal

De buitenmuren van de kathedraal - tussen 2,5 en 5 meter dik - zijn gemaakt uit baksteen bekleed met marmer (aan de buitenkant 6 cm dik, aan de binnenkant 2 cm). In de kathedraal werden decoratieve gewelven (ijzeren frames afgewerkt met scagliola) gebouwd.
In 1837 was de basis van de koepel afgewerkt en kon men beginnen met de plaatsing van de 24 zuilen die de koepel dragen. De koepel heeft een metalen structuur en werd aan de buitenkant met koper bekleed. Voor de bouw van de koepel greep Montferrand terug naar methodes die Christopher Wren had ontwikkeld bij de bouw van de St Paul's Cathedral waarbij Wren conische en sferische gewelven als draagstructuur koos. Wren koos hiervoor baksteen als bouwmateriaal maar Montferrand slaagde erin een metalen koepel te bouwen die veel lichter en eleganter was.
490 ton ijzer, 990 ton gietijzer, 49 ton koper en 30 ton brons werden gebruikt voor de constructie van de hoofdkoepel die uit drie, onderling verbonden structuren bestaat. De binnenste structuur is sferisch, de middelste conisch en de buitenste parabolisch. De diameter van deze koepel bedraagt 25,8 meter.
100.000 kleipotten tussen de draagbalken, een techniek die de Romeinen gebruikten, zorgen voor een lichtere constructie, betere isolatie en akoestiek. Aan de binnenkant werd de koepel afgewerkt met houten panelen, bekleed met in teer gedrenkte huiden. Hierop werd plaaster aangebracht waardoor de koepel met schilderingen kon worden versierd. Vergulde koperen platen dekken de buitenkant van de koepel af.
Het vergulden van de koepels en de kruisen van de kathedraal duurde van 1835 tot 1843. Een vloeibaar mengsel van kwikzilver en goud werd op de koperen platen aangebracht waarbij door opwarming het kwikzilver werd verdampt. Dit proces werd driemaal herhaald. De kathedraal was uiteindelijk voltooid in 1858, bijna honderd jaar nadat beslist werd tot de bouw ervan.

### De kathedraal en haar werklieden
In totaal werkten 400.000 werklieden aan de bouw van de kathedraal. Ze werden ingehuurd door aannemers die waren aangesteld door het Comité voor de bouw van de Izaäkkathedraal. Ze moesten alle dagen (behalve op zondag) werken van zonsopgang tot zonsondergang. De werkdag was relatief kort in de herfst en de winter maar waren in de zomer extreem lang omwille van de Witte nachten in Sint-Petersburg. De arbeiders waren ondervoed en slecht gekleed. Hun huisvesting was triest. Ze sliepen in houten barakken met aarden vloeren, vlak bij de werf. Extreme vochtigheid veroorzaakt door overbevolking leidde tot ziektes.
Werkongevallen waren frequent. Arbeiders vielen van hoge stellingen; hand- en armkwetsuren kwamen veelvuldig voor in de groeven. Het gevaarlijkste werk was het vergulden van de koepels en de kruisen door kwikzilververgiftiging.
Montferrand had hoge achting voor de Russische arbeiders. Hij vond ze eerlijk, moedig en geduldig. Hij waardeerde ze om hun vakmanschap. De kathedraal getuigt hiervan.